# Protonium
Protonium (Pn) - nazwa egzotycznego atomu zbudowanego z protonu i antyprotonu, które krążą wokół siebie. Protonium jest elektrycznie obojętnym bozonem z liczbą barionową równą zero.